# Borna (Bahretal)

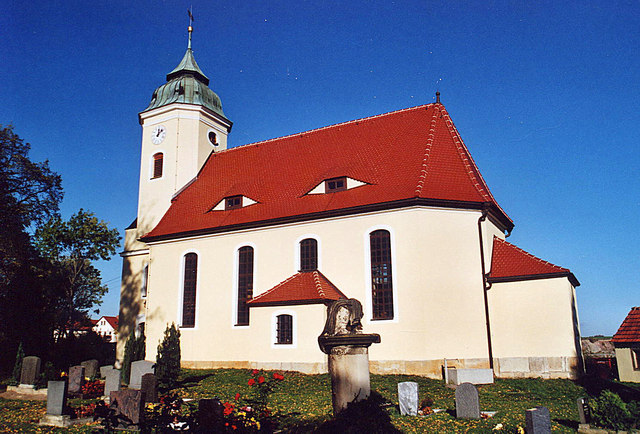
Bornaer Dorfkirche

Borna ist ein Ortsteil von Bahretal im Landkreis Sächsische Schweiz-Osterzgebirge.

## Geographie
Borna liegt südöstlich der sächsischen Landeshauptstadt Dresden etwa in der Mitte der Gemeinde Bahretal, die sich wiederum im Zentrum des Landkreises Sächsische Schweiz-Osterzgebirge befindet. Das Waldhufendorf liegt auf der Nordabdachung des östlichen Erzgebirges im Elbtalschiefergebiet. Die Ortslage befindet sich am Bornaer Bach in einer orografisch linken Seitenmulde des Tals der Bahre. Das Ortsbild prägen neben der Bornaer Kirche die zehn teils komplett erhaltenen Vierseitenhöfe sowie der große Kalktagebau unmittelbar nördlich von Borna. Randbereiche der Gemarkung, darunter der äußerste Nordwesten am Hang zur Seidewitz und der Süden am Roten Berg, sind bewaldet. Ein großer Teil der 389 Hektar umfassenden Flur dient landwirtschaftlichen Zwecken.
Mit dem östlich benachbarten Bahretaler Ortsteil Gersdorf ist Borna zu einem nur durch die Bahre getrennten Doppeldorf zusammengewachsen, das von 1973 bis 1994 die Gemeinde Borna-Gersdorf bildete. Mit Göppersdorf im Süden sowie Friedrichswalde und Nentmannsdorf im Norden grenzen weitere Bahretaler Ortsteile an. Der Liebstädter Ortsteil Herbergen ist südwestlich benachbart. Im äußersten Nordwesten im Seidewitztal grenzen zudem die Liebstädter Ortsteile Großröhrsdorf und Biensdorf an.
Die wichtigste Straße auf Bornaer Flur ist die Bundesautobahn 17 von Dresden nach Prag, die unmittelbar westlich an der Ortslage vorbeiführt. Die nächste Anschlussstelle befindet sich zwei Kilometer nördlich in Friedrichswalde (Abfahrt Bahretal). Die Kreisstraße 8755, die den Ortskern erschließt, führt vom Bahretal in Gersdorf nach Westen durch Borna, um kurz nach der Brücke über die Autobahn in die Kreisstraße 8760 einzumünden, die unter dem Namen Hohe Straße Nentmannsdorf mit Herbergen verbindet. Borna ist an das Busnetz des Regionalverkehrs Sächsische Schweiz-Osterzgebirge (RVSOE) angeschlossen.